# Radio Mambí
Radio Mambí (710 AM) o WAQI por su sigla, es una emisora de radio cubana-estadounidense en español de noticias, acontecimientos y debate sobre política, cultura y sociedad tanto de Cuba como de la Florida. 
Radio Mambí es famosa como una emisora mítica de la cultura de Miami y es particularmente popular con la población cubana de la ciudad. Es una de las emisoras de radio más escuchadas en Miami.
Radio Mambí tiene licencia de operación en Miami en la Florida aunque sus estudios están en Miramar. Radio Mambí transmite las 24 horas y es una emisora de Univisión.

## Emisión

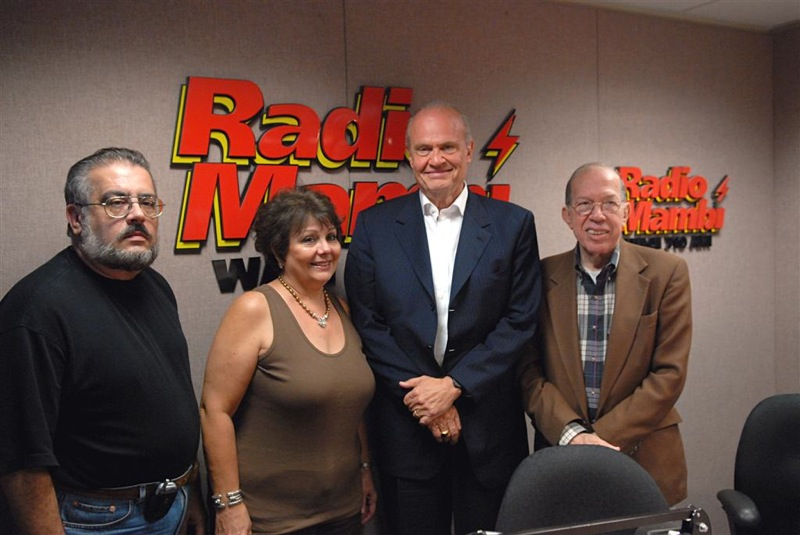
Estudios de Radio Mambí

### Transmisión
Radio Mambí transmite a 50.000 vatios las 24 horas por todo el sur de la Florida. Por la noche también emite a Cuba. La cadena emite con un rayo direccional hacia el sur, protegiendo así las emisoras de canal libre internacional de WOR en Nueva York y KIRO en Seattle. Esto, en consecuencia, le provee a Radio Mambí una señal clara sobre Cuba que le permite transmitir una hora de noticias desde la medianoche hasta la una de la mañana sobre todo el territorio cubano.

### Interferencia intencionada en La Habana
Aunque Radio Mambí transmite sobre Cuba, se reporta que su señal sobre la capital de La Habana es inhibida por las autoridades cubanas. Para lograr esta interferencia, las autoridades cubanas transmiten simultáneamente la emisora habanera Radio Rebelde, fundada en 1958.
Pese a que Radio Rebelde sea bastante más antigua, la emisora cree que esta interferencia intencionada es consecuencia del contenido de su programación y noticiero que suelen ser anti-Castro y anticomunista, ideologías muy arraigadas en la comunidad cubana de Miami y el sur de la Florida.

## Historia
Radio Mambí fue fundada en 1985 por Amancio Suárez, Jorge Rodríguez y Armando Pérez Roura. Aunque no fue la primera emisora de radio cubana en español en la Florida, sí ha crecido durante años hasta lograr ser una de las emisoras más escuchadas en la Florida tanto en español como en inglés. Otras emisoras de radio tan antiguas son La Cadena Azul, La Cubanísima y La Fabulosa.
Algunas de sus programaciones famosas han sido, La noche y usted con Martha Flores y las programaciones de Armando Pérez Roura, Bernadette Pardo y Agustín Tamargo.